# Octinodes megalops
Octinodes megalops is een keversoort uit de familie van de kniptorren (Elateridae). De wetenschappelijke naam van de soort werd gepubliceerd in 1910 door Henry Clinton Fall.